# 福田誉
福田 誉（ふくだ ほまれ、1979年9月12日 - ）は、日本の元男子バレーボール選手。

## 来歴
和歌山県御坊市出身。和歌山の私立開智高等学校を経て早稲田大学を卒業。2002年に東京ガス（のちのFC東京）へ入団し、第4回V1リーグで新人賞を獲得。2003年の第5回V1リーグで最優秀選手賞を獲得した。
2006年の第8回V1リーグではサーブレシーブ賞、2006年から2008年にかけてのVチャレンジリーグではチームのキャプテンを務め、2年連続3回目の最優秀選手賞を獲得した。
FC東京のVプレミアリーグ昇格後はコーチ兼任選手として活躍し、2014年に現役引退。2014/2015の1シーズンコーチとして在籍した。

## 受賞歴
- 2002年 - 第4回V1リーグ 新人賞
- 2003年 - 第5回V1リーグ 最優秀選手賞
- 2006年 - 第8回V1リーグ サーブレシーブ賞
- 2007年 - 2006/2007 Vチャレンジリーグ 最優秀選手賞
- 2008年 - 2007/2008 Vチャレンジリーグ 最優秀選手賞

## 所属チーム
- 開智高校
- 早稲田大学
- 東京ガス・FC東京（2002-2014年）